# Felix Medard ze Schwarzenbergu
Felix Medard Hubert princ ze Schwarzenbergu (německy Felix Medardus Hubert Prinz von und zu Schwarzenberg; 8. června 1867 Libějovice – 18. listopadu 1946 Gusterheim) byl český šlechtic z rodu Schwarzenbergů a rakousko-uherský generál. Od mládí sloužil v rakousko-uherském vojsku a působil u různých posádek, mimo jiné v Čechách. Za první světové války byl povýšen na generálmajora (1915) a vyznamenal se na italské frontě. Na konci války a po zániku Rakousko-Uherské monarchie byl penzionován a poté žil v soukromí na svých statcích ve Štýrsku. 

## Životopis

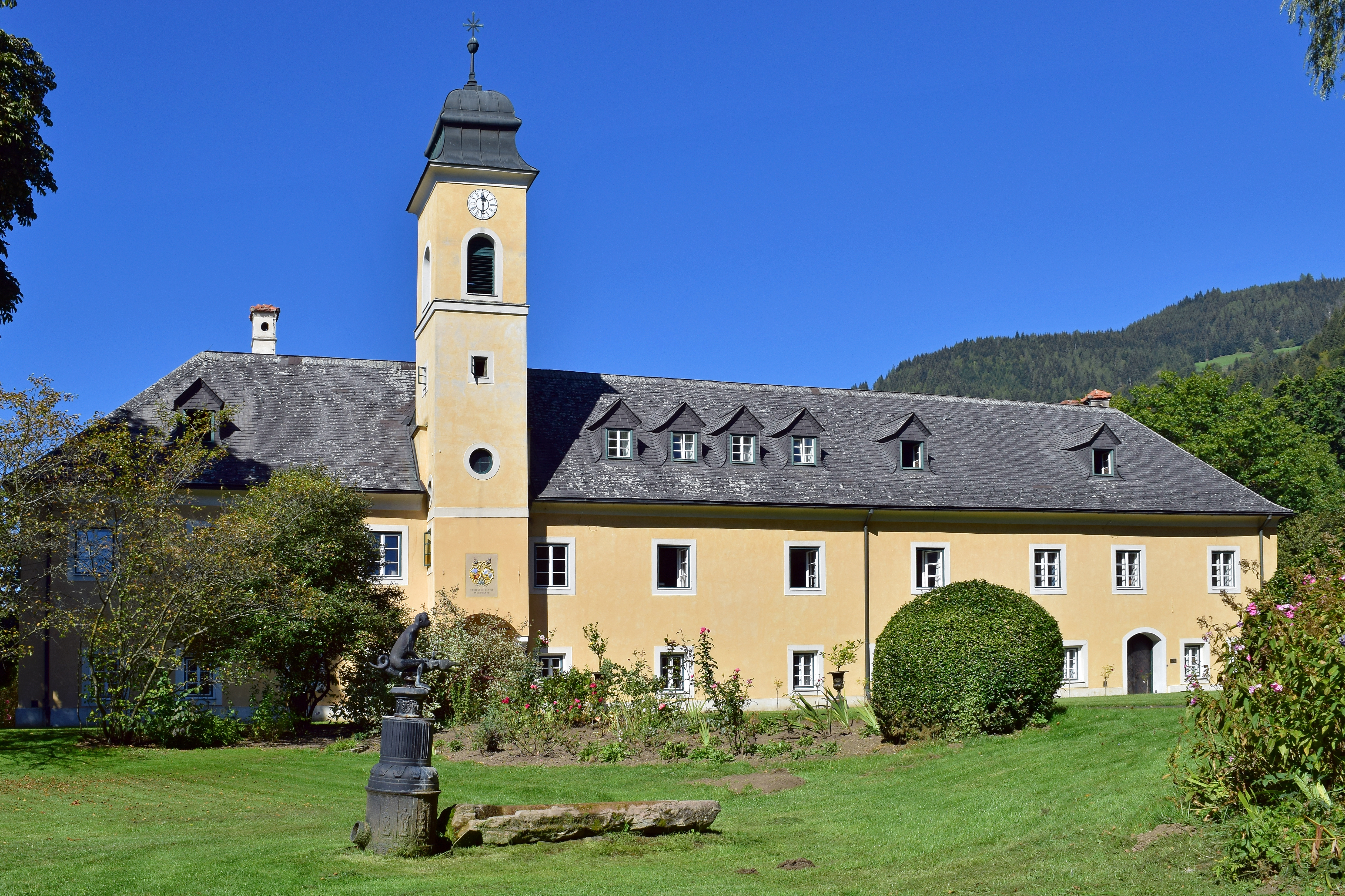
Zámek Gusterheim (Štýrsko), sídlo Felixe Schwarezenberga po roce 1918

Pocházel ze šlechtické rodiny Schwarzenbergů, patřil ke hlubocké primogenituře a narodil se na zámku v Libějovicích, který byl v době dlouholeté přestavby Hluboké oblíbeným rodinným sídlem. Byl třetím synem knížete Adolfa Josefa (1832–1914) a jeho manželky Idy, rozené princezny z Lichtenštejna (1839–1921). Absolvoval Skotské gymnázium ve Vídni a krátce studoval práva na Univerzitě Karlově v Praze, ale v roce 1886 jako dobrovolník vstoupil do armády. V roce 1887 získal hodnost poručíka a sloužil u 14. pluku dragounů v Klatovech, v letech 1892–1894 si doplnil vzdělání na Válečné škole (K.u.k. Kriegschule) ve Vídni. Jako nadporučík (1893) byl později přidělen ke generálnímu štábu a následně sloužil v Krakově. Postupoval v hodnostech (rytmistr 1897, kapitán 1899, major 1905) a několik let sloužil u 5. armádního sboru v Prešpurku, kde byl zároveň pobočníkem vrchního velitele armády arcivévody Bedřicha.
V hodnosti podplukovníka (1909) byl přeložen k 11. jezdeckému pluku v Terezíně, kde byl zástupcem velitele. V roce 1911 byl jmenován velitelem 14. jezdeckého pluku, u kterého začínal svou vojenskou službu a v roce 1912 dosáhl hodnosti plukovníka. Na začátku první světové války bojoval nejprve na srbské frontě, poté byl přeložen do jižního Tyrolska, kde se v roce 1915 zúčastnil ofenzívy proti Itálii. V roce 1915 byl povýšen na generálmajora a jako velitel 48. divize byl po Brusilovově ofenzívě převelen na východní frontu. V roce 1916 se vrátil do Itálie, kde se v roce 1917 vyznamenal v bitvě u Caporetta. Nakonec byl od února 1918 velitelem 8. pěší divize císařských myslivců. Po skončení první světové války byl k datu 1. září 1919 penzionován.
Po rozpadu monarchie žil v soukromí na statku Gusterheim ve Štýrsku, který převzal jako dědický podíl po otci v roce 1914. Zde také zemřel a je pohřben v rodové hrobce v Murau. 
Během své služby obdržel několik vyznamenání, byl nositelem Vojenského záslužného kříže a Vojenské záslužné medaile. Za účast v bitvě u Caporetta získal Řád železné koruny II. třídy s válečnou dekorací a komandérský kříž Leopoldova řádu s válečnou dekorací (obojí 1917).

## Rodina
V roce 1897 se oženil s princeznou Annou z Löwenstein-Wertheimu (1873–1936), dcerou knížete Karla z Löwenstein-Wertheimu. Anna byla zároveň jeho sestřenicí, protože Felixova matka Ida Marie a Annina matka Sophie z Lichtenštejna byly dcerami knížete Aloise II. z Lichtenštejna. Anna se později stala c. k. palácovou dámou a dámou Řádu hvězdového kříže. Z manželství se narodily čtyři děti, starší syn Josef (1900–1979) zdědil po svém bratranci Adolfovi knížecí titul (1950), mladší syn Jindřich (1903–1965) žil v Gusterheimu a adoptoval svého vzdáleného příbuzného Karla Schwarzenberga (*1937) z orlické sekundogenitury.
Felixův nejstarší bratr Jan Nepomuk (1860–1938) byl dědicem rozsáhlého majetku v Čechách, poslancem českého zemského sněmu a říšské rady a dědičným členem rakouské Panské sněmovny. Další bratři Alois (1863–1937) a Jiří (1870–1952) sloužili v armádě a nejmladší předčasně zemřelý bratr Karel (1871–1902) působil v diplomacii. Díky svému sňatku byl Felix mimo jiné švagrem vlivného českého politika hraběte Vojtěcha Schönborna nebo portugalského prince Miguela z Braganzy.